# Palacio Real de Fez
El palacio Real de Fez (árabe: دار المخزن, lenguas bereberes: ⵜⴰⴷⴰⵔⵜ ⵏ ⵎⴿⵣⵏ, lit. 'Casa del Majzen') o Palacio Real (árabe: القصر الملكي, lenguas bereberes: ⵇⴰⴰⵔ ⵏ ⵎⴰⴿⵣⵏ) de Fez es el palacio real del rey de Marruecos en la ciudad de Fez, Marruecos. Su fundación original se remonta a la fundación de Fez el-Jdid ("Nueva Fez"), la ciudadela real de la dinastía meriní, en 1276. La mayor parte del palacio actual data de la época alauita (siglos XVII al XX). Los amplios terrenos albergan múltiples estructuras privadas, patios y jardines, pero históricamente también incluían oficinas administrativas y tribunales gubernamentales. En la actualidad, las partes más visibles del palacio son sus entradas principales, situadas en el Antiguo Mecúar (al noreste), y las puertas del siglo XX, muy ornamentadas, situadas en la plaza de los Aauíes, cerca del Mellah (al suroeste).

## Historia

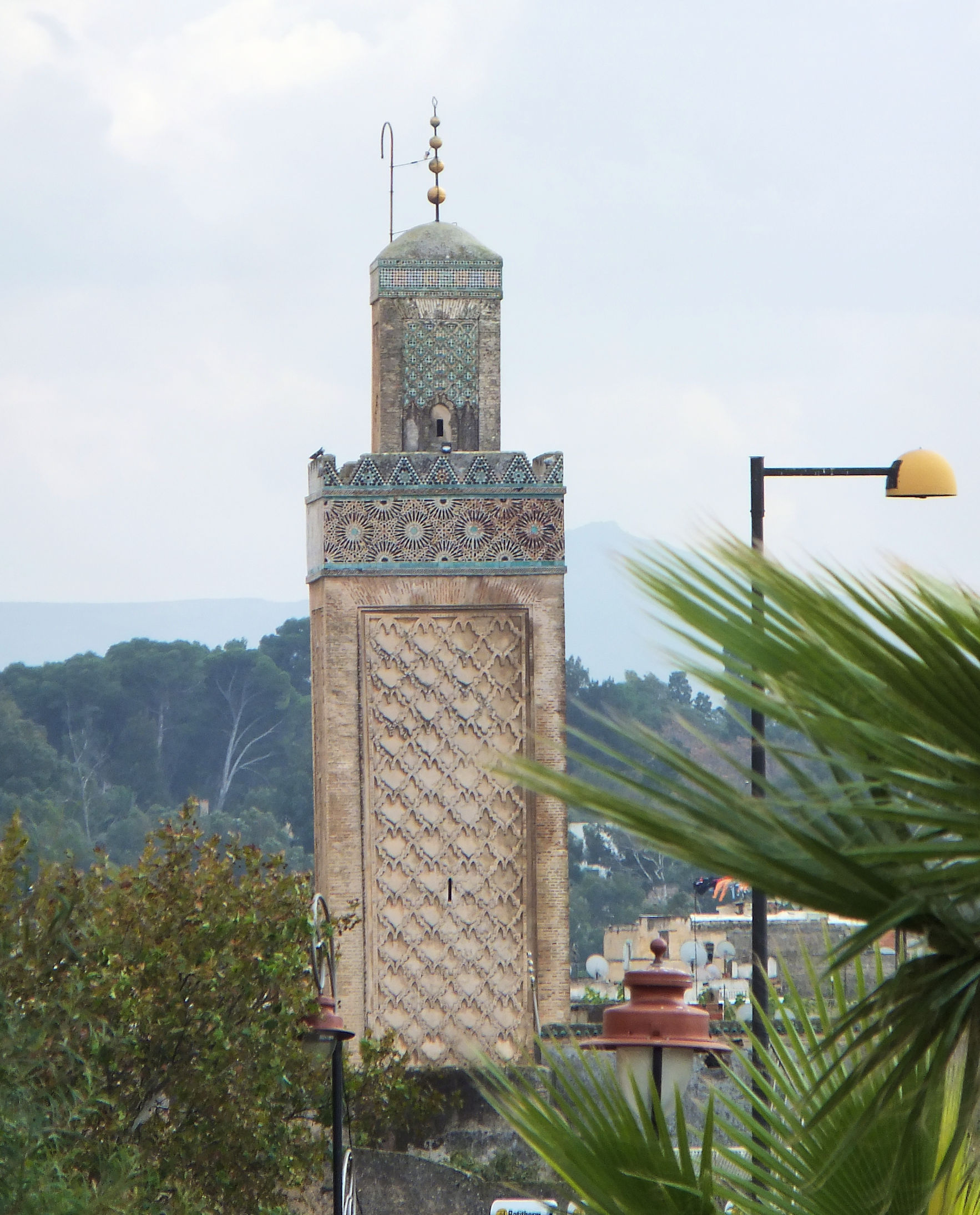
El minarete de la Gran Mezquita de Fes el-Jdid, que se remonta a la fundación original meriní de Fes el-Jdid (1276 d. C.) y estaba conectado con Dar al-Makhzen.

### Fundación meriní (sigloXIIIy después)
El palacio fue fundado y construido inicialmente, junto con el resto de Fez el-Jdid, por el sultán meriní Abu Yusuf Ya'qub en 1276. Sirvió como nueva residencia real y centro de gobierno de Marruecos bajo el dominio meriní. Anteriormente, el principal centro de poder y gobierno de Fez había sido la kasbah Bou Jeloud, situada en el extremo occidental de la ciudad antigua (en el lugar donde se encuentra la actual mezquita Bou Jeloud). La decisión de crear una ciudadela nueva y muy fortificada, separada de la ciudad antigua (Fez el-Bali), puede reflejar la continua desconfianza de los gobernantes marroquíes hacia la población de Fez, muy independiente y a veces inquieta. La Gran Mezquita de Fez el-Jdid, adyacente a los terrenos del palacio, también se fundó al mismo tiempo que la nueva ciudad, en 1276, y estaba conectada por un pasaje privado directamente al palacio, lo que permitía al sultán entrar y salir para rezar.

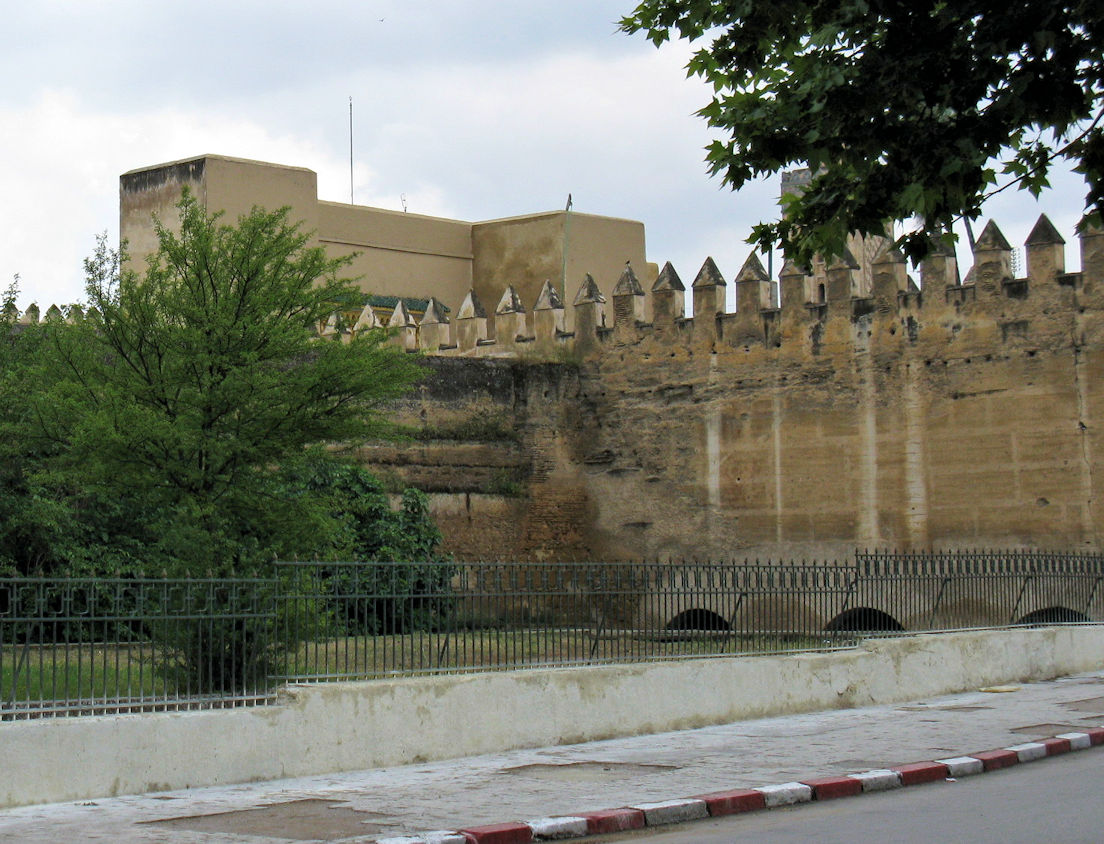
Muros exteriores del Viejo Mecúar hoy; los arcos en su base son alcantarillas donde el río Fez pasa por debajo del mecúar

Aunque la disposición original del palacio no puede reconstruirse por completo debido a los siglos de expansión y modificación posteriores, lo más probable es que se concentrara más al suroeste dentro del recinto del palacio actual. Lo que ahora es el antiguo mecúar  (un gran patio amurallado que precede a la entrada pública principal del palacio) era en aquella época un puente fortificado sobre el Oued Fes (río Fez) en la entrada norte de la ciudad, y lo más probable es que no estuviera conectado directamente con el propio palacio. Además de las estructuras principales del palacio en el centro de la ciudad, el palacio estaba flanqueado por un gran parque o zona ajardinada al oeste que se caracterizaba por sus terrazas elevadas y pabellones, lo que probablemente corresponde al emplazamiento de los actuales jardines de Lalla Mina en el actual palacio: 310 Estos primeros jardines eran conocidos como el "Agdal" (no confundir con los actuales jardines del Agdal, más al oeste) y seguían una tradición ya establecida en tiempos almorávides y almohades, como ejemplifican los antiguos jardines del Agdal de Marrakech. El borde occidental de estos jardines estaba a su vez delimitado por las murallas occidentales de la ciudad. La puerta conocida como Bab Agdal sigue en pie aquí y conserva su antiguo trazado de la época meriní.
Abu Yusuf Yaqub también había querido crear un gran jardín de recreo fuera del palacio, tal vez emulando los que podía admirar en Granada (como el Generalife); sin embargo, murió en 1286 antes de que pudiera realizarse. : 290 Su hijo y sucesor, Abu Yaqub Yusuf, llevó a cabo la obra en su lugar en 1287, creando el vasto jardín de Mosara al norte de Fes el-Jdid. Este jardín se abastecía de agua del Oued Fes a través de un acueducto alimentado por una enorme noria cerca de Bab Dekkakin. Tanto los jardines como la noria cayeron en desuso después del período meriní y finalmente desaparecieron, dejando solo rastros.

### Período alauita (sigloXVIIy posteriores)

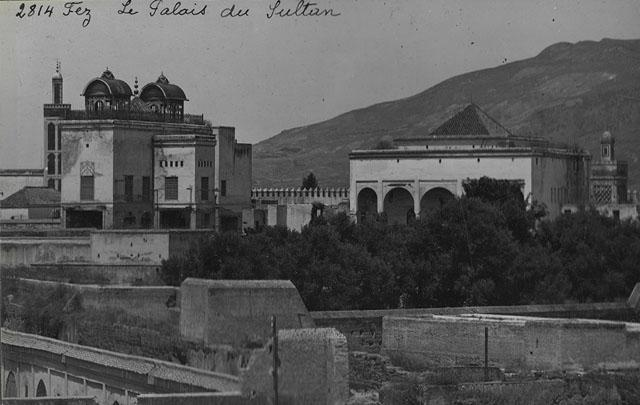
Techo del recinto del palacio real (en una foto de los años 20). Las altas estructuras que se ven aquí son parte de Dar Ayad al-Kebira. El minarete de la Mezquita Lalla Mina es parcialmente visible detrás de la estructura de la izquierda.

Tras años de abandono, las construcciones originales meriníes se deterioraron en su mayor parte y sólo se restauraron, reconstruyeron o sustituyeron cuando los sultanes alauíes volvieron a invertir en Fez y la convirtieron de nuevo en la capital de Marruecos (con la excepción de algunos periodos). Por ello, las estructuras actuales del palacio datan principalmente del periodo alauí, del siglo XVII en adelante. El sultán Moulay Rashid, primer sultán alauí que unificó Marruecos, tomó Fez en 1666. En 1671, ordenó la creación de un gran patio rectangular en la parte oriental del palacio. El patio, que aún se conserva, estaba adornado con azulejos verdes de zellij y giraba en torno a una gran pila de agua rectangular: 294 Esta adición amplió el recinto de Dar al-Makhzen hasta el borde de la mezquita de Lalla ez-Zhar, que hasta entonces se encontraba en medio de un barrio residencial, y cortó una de las calles locales. Esta fue una de las varias ocasiones en las que la ampliación del palacio cortó las zonas residenciales generales de Fez el-Jdid. Moulay Rashid también construyó la inmensa Qaṣba Shrārda al norte de Fes el-Jdid para albergar a sus tropas tribales. El alojamiento de las tropas aquí también liberó nuevos espacios en la propia Fez el-Jdid, incluida la zona noroeste que se convirtió en el nuevo barrio de Moulay Abdallah a partir de principios del siglo XVIII.: 296 Aquí es donde el sultán Moulay Abdallah (que gobernó entre 1729 y 1757) erigió una gran mezquita y una necrópolis real para la dinastía alauí. El sucesor de Abdallah, el sultán Mohammed ben Abdallah (que gobernó entre 1748 y 1757-1790), fue el responsable, según algunas fuentes, de establecer el Nuevo Mecúar  y el Viejo Mecúar.: 397 Sin embargo, otros estudios y autores posteriores atribuyen esta disposición al reinado de Moulay Hassan un siglo después (véase más adelante).: 296 Mohammed ben Abdallah también construyó el Dar Ayad al-Kebira, una de las estructuras más imponentes dentro del recinto del palacio.:310
A lo largo del siglo XIX se produjeron importantes ampliaciones y modificaciones. Con el sultán Moulay Abd al-Rahman (que gobernó entre 1822 y 1859) se creó el mecúar Bab Bou Jat o Gran Mecúar al oeste del barrio de Moulay Abdallah, dotando al recinto del palacio de otra entrada ceremonial al noroeste. Moulay Abd al-Rahman también revitalizó los jardines del palacio al oeste, hasta las antiguas murallas meriníes occidentales de la ciudad, creando los jardines de Lalla Mina o Lalla Amina (en el emplazamiento de los anteriores jardines de la época meriní) y construyendo la mezquita de Lalla Mina contigua.: 90 Al oeste de éstos, más allá de las antiguas murallas, el sultán Moulay Hassan I (que gobernó entre 1873 y 1894) creó un jardín amurallado aún más grande conocido como el Agdal. (Según un autor, la mezquita de Lalla Mina también se atribuye a Moulay Hassan.: 148 )

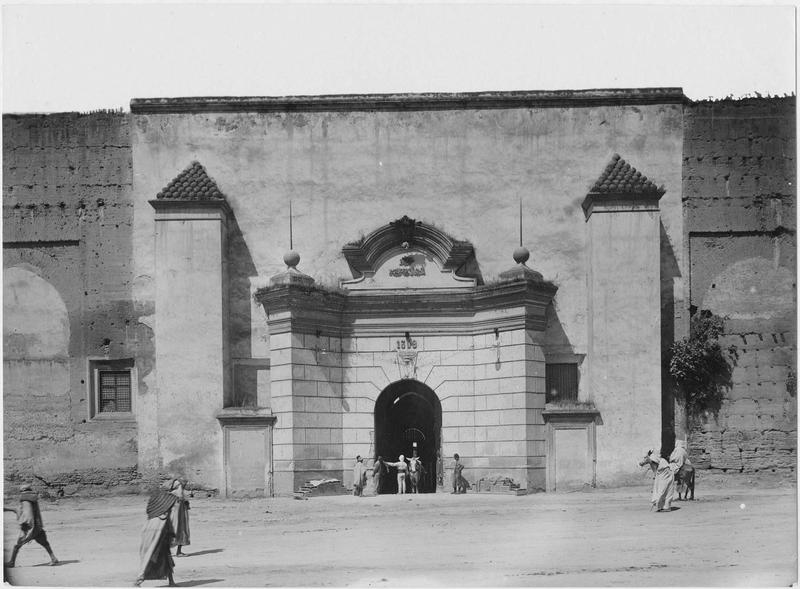
La puerta de entrada de Dar al-Makina en el Nuevo Mecúar (foto de 1913)

También parece que fue bajo el mandato de Moulay Hassan cuando los terrenos de Dar al-Makhzen se extendieron hacia el norte hasta la puerta sur del antiguo mecúar, convirtiendo así a este último en la entrada principal del palacio en lugar de la entrada principal de la ciudad. Esto obligó a desviar el extremo norte de la calle principal de Fez el-Jdid, que ahora entra en el antiguo mecúar por un lateral. La nueva ampliación incluía un gran patio rectangular que servía de "mecúar interior", seguido de otros patios que se extendían hasta la puerta del antiguo mecúar. Este mecouar interior estaba bordeado de arcadas y albergaba una serie de funciones públicas y administrativas como la mahkama (tribunal). Este mecúar también se encontraba entre la Mezquita Mayor de Fez el-Jdid y su antigua madrasa (la madrasa Dar al-Makhzen), lo que las separaba y hacía que la madrasa se integrara en el palacio. Según los estudiosos, fue Moulay Hassan quien construyó entonces lo que hoy se conoce como el Nuevo Mecúar en el lado norte deñ Bab Dekkakin y del Antiguo Mecúar. Además, construyó la fábrica Dar al-Makina en el lado oeste de la nueva plaza en 1886. Por último, Moulay Hassan también conectó por primera vez Fez el-Jdid y Fez el-Bali (la ciudad vieja) con un gran corredor de murallas. Dentro de este espacio encargó varios jardines reales (como Jnan Sbil) y palacios de verano (como Dar Batha), que estaban separados pero asociados o conectados con el palacio.
Históricamente, el público y los funcionarios del gobierno sólo tenían acceso a los primeros patios del Dar al-Makhzen, desde el mecúar viejo hasta el "mecúar interior", debido a que las instituciones públicas del gobierno y los tribunales se alojaban aquí. El antiguo mecúar y los patios adyacentes eran, por tanto, una zona de recepción y espera para los que tenían negocios dentro del palacio. En cambio, el resto del palacio, situado más al oeste, constituía la residencia privada del sultán y no era accesible a nadie más que a él, su familia y su círculo íntimo. : 95–96 

### Desde elsigloXXhasta nuestros días

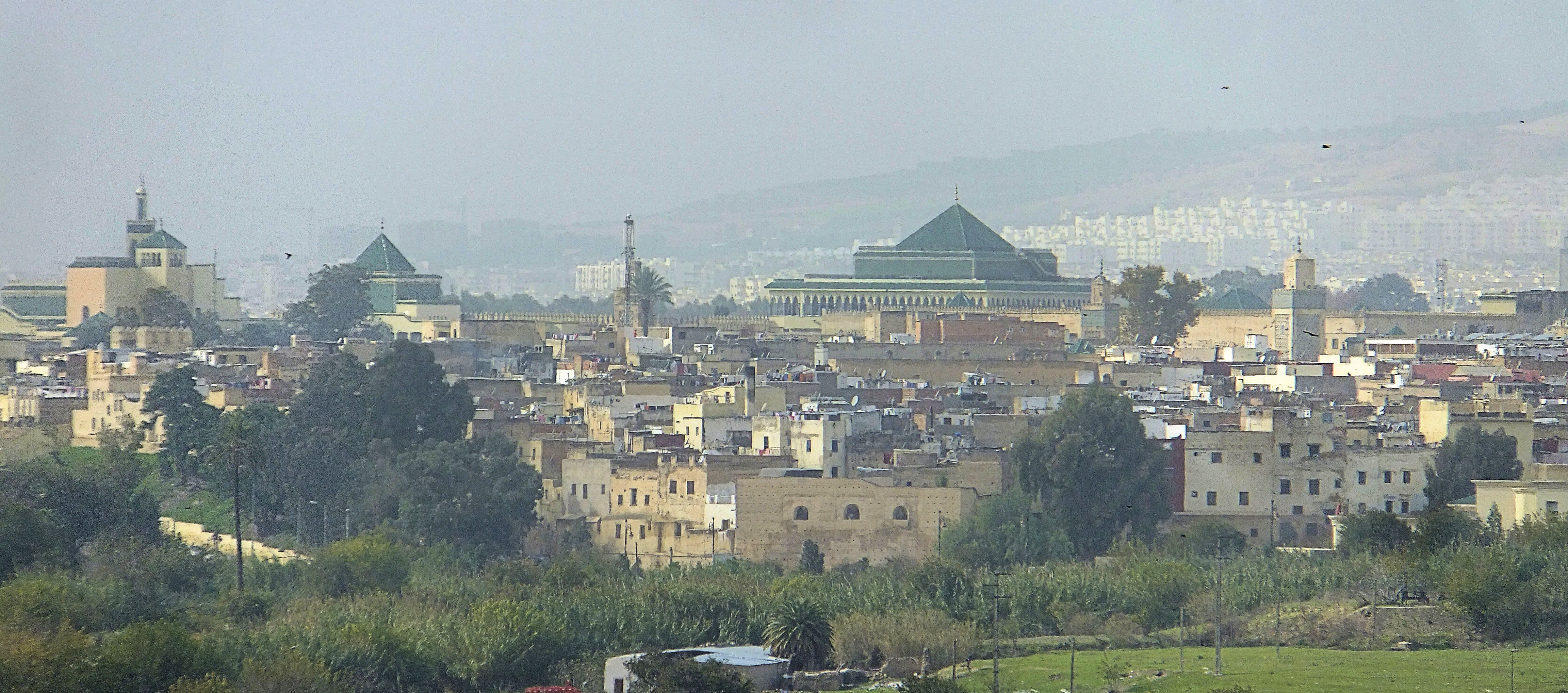
El horizonte del palacio en la actualidad, dentro de Fez el-Jdid, visto desde el este: las estructuras altas de la izquierda son parte del Dar Ayad al-Kebira, con el minarete de la mezquita de Lalla Mina parcialmente visible detrás.

Después de Moulay Hassan, su hijo y sucesor Moulay Abd al-Aziz (que gobernó entre 1894 y 1908) construyó un pabellón de palacio, conocido como Dar al-Fassiya,: 28 en el extremo occidental de las estructuras centrales del palacio, en el lado norte de los jardines de Lalla Mina. Estaba adosado a un patio pavimentado con mármol y algunas de sus habitaciones tenían techos dorados con pan de oro, pero posteriormente fue abandonado e incluso saqueado en parte. Su sucesor, Moulay Abd al-Hafid (que gobernó entre 1908 y 1912), inició a su vez la construcción de un gran pabellón de varios pisos que incluía los primeros ascensores del palacio, pero su construcción no se completó y permaneció inacabada durante muchos años : 96 
Tras la llegada del dominio colonial francés en 1912, la capital de Marruecos se trasladó a Rabat y nunca volvió a Fez. Algunas de las dependencias periféricas del palacio, como Dar al-Beida y Dar Batha, cerca de Fez el-Bali, fueron ocupadas por las oficinas de las autoridades francesas y del residente general francés. En la década de 1960, el rey Hassan II reorientó la entrada del complejo palaciego desde el antiguo mecúar, en el norte, hacia un nuevo acceso sur que da a la moderna Ville Nouvelle ("Ciudad Nueva") de Fez. Entre 1969 y 1971 se construyó una nueva gran plaza, la plaza de los Alauitas, y nuevas puertas ornamentadas de acceso al palacio. Aunque ya no es el palacio real de la capital, el complejo del palacio principal de Fez sigue siendo utilizado regularmente por el rey de Marruecos en la actualidad. Por lo tanto, el palacio no está abierto al público.

## Descripción

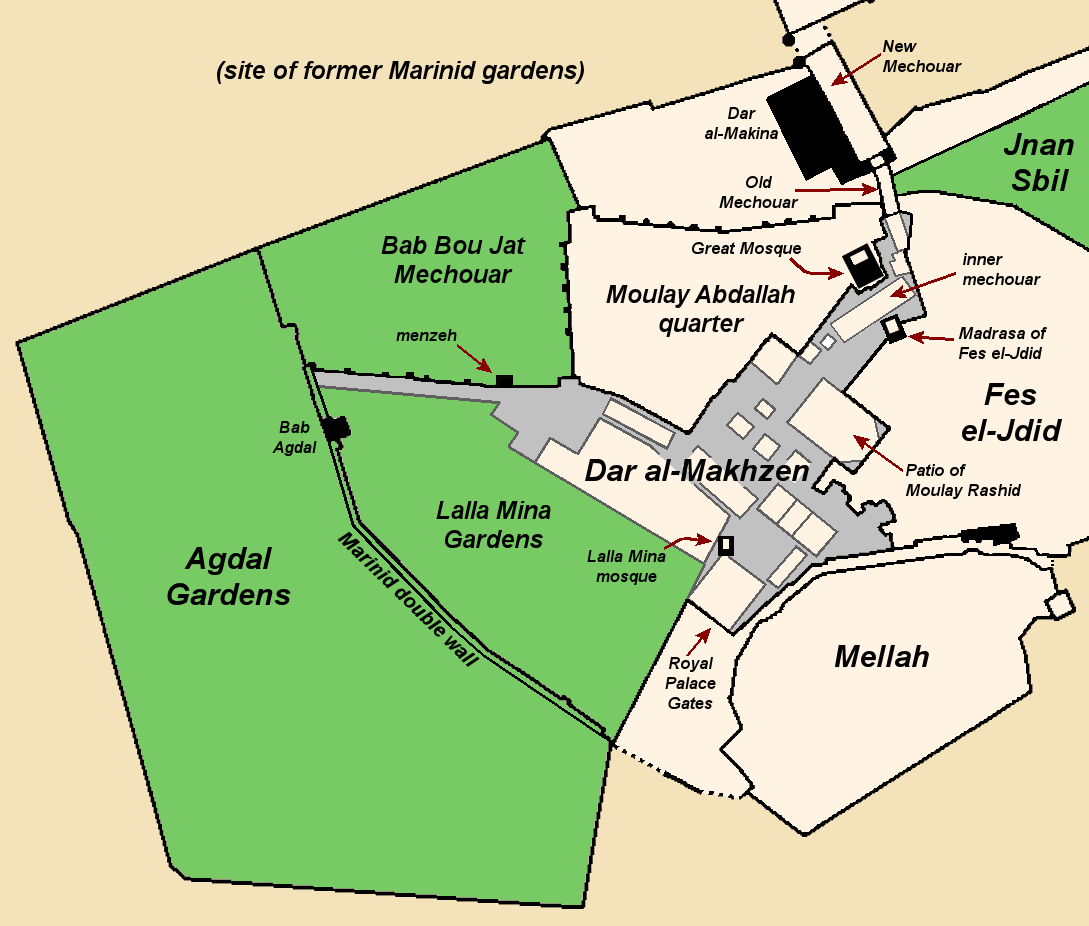
Trazado del Dar al-Makhzen en la actualidad, con algunos de sus elementos históricos y puntos de referencia cercanos relevantes identificados

El palacio está ubicado en Fes el-Jdid ("Nueva Fes"), el distrito real fortificado fundado por los sultanes meriníes en 1276. Hoy cubre 80 hectáreas, ocupando gran parte del área de la ciudad. : 310 En el interior, los vastos terrenos del palacio están ocupados por numerosos patios, pabellones residenciales, jardines y fuentes. Su complicado e irregular trazado es el resultado de repetidas modificaciones, reconstrucciones y ampliaciones a lo largo de los siglos, gran parte de las cuales se remontan al periodo alauí (siglos XVII al XX).

### Losmecúares
En el contexto de la arquitectura palaciega, el término " mecúar " (de la transliteración francesa, méchouar, del árabe المشور; a veces escrito mishwar o meshwar en inglés) se refiere generalmente a una plaza o patio oficial a la entrada del palacio real. Estas plazas se utilizaban para diversas ceremonias al aire libre, la recepción de embajadores y como zonas de espera para los que entraban en el palacio. A menudo también formaban parte del escenario para impartir justicia o recibir peticiones al gobernante. Por ejemplo, el qadi (juez) principal de Fez Jdid celebraba su tribunal cerca de la entrada del palacio, situado justo en la entrada del antiguo mecúar. : 95, 266 Hay al menos tres mecúares históricos adjuntos al palacio real de Fez.

#### Viejo Mecúar (Vieux Méchouar)
Este patio, el más pequeño de los mecuares de Fez, precede inmediatamente a la entrada oficial del Dar al-Makhzen. El mecúar está rodeado de murallas por todos lados y data del periodo meriní. Al parecer, originalmente era un puente fortificado sobre el Oued Fes (río Fez), con puertas fortificadas en ambos extremos. El río sigue pasando por debajo de la plaza y vuelve a salir por cuatro aberturas semicirculares en la base oriental de sus muros, en el borde de los jardines de Jnan Sbil.
En el lado sur de la plaza se encuentra hoy la puerta del Dar al-Makhzen; hasta la creación de las nuevas puertas del palacio en el suroeste, ésta era la entrada principal al palacio.: 148 Sin embargo, originalmente estaba ocupada por una puerta llamada Bab al-Qantara ("Puerta del Puente") o Bab el-Oued ("Puerta del Río"), que había sido la entrada norte de toda la ciudad antes de que se ampliara el recinto del palacio y se convirtiera en la puerta del propio Dar al-Makhzen.: 62 En el lado norte de la plaza se encuentra Bab Dekkakin (originalmente llamada Bab es-Sebaa), la puerta monumental que conducía hacia y desde el Nuevo Mecúar (véase más adelante). Al oeste, una abertura en las murallas conduce al barrio residencial Moulay Abdallah de Fez el-Jdid. En el lado este de la plaza hay otras dos aberturas en la muralla. La del sur conduce a la Grande Rue (calle principal) de Fez el-Jdid (que lleva a Bab Semmarine y al Mellah judío más allá), mientras que la apertura del norte da acceso a la carretera que lleva a la plaza Bou Jeloud y a la entrada de Fez el Bali. Debido a este cruce, el mecúar es hoy una de las plazas más concurridas de Fez el-Jdid.

#### Nuevo Mecúar (Nouveau Méchouar)
Al norte del Viejo Mecúar, a través de la monumental Bab Dekkakin ("Puerta de los Bancos"; también conocida como Bab es-Sebaa, "Puerta del León"), se encuentra el Nuevo Mecúar más grande. Según los expertos, fue creado por el sultán Moulay Hassan (Hassan I) a finales del siglo XIX.
En el lado occidental de la plaza hay una puerta de estilo arquitectónico italianizante que pertenece a la Makina (Dar al-Makina), una antigua fábrica de armas (también llamada Dar al-Silah) creada por Moulay Hassan en 1886 con la ayuda de oficiales italianos. Sin embargo, en su origen, esta muralla occidental era en realidad un gran acueducto meriní construido en 1286 para llevar el agua al jardín de la Mosara, en el norte; el tenue contorno de sus arcos aún puede verse hoy en día dentro de la estructura de la muralla. La puerta norte del Nuevo Mecúar, conocida como Bab Kbibat es-Smen ("Puerta del Nicho de la Mantequilla"), también data de la construcción de 1886, aunque otra puerta llamada Bab Segma (que formaba parte de los jardines meriníes) también da nombre a la zona.

#### Bab Bou Jat Mecúar

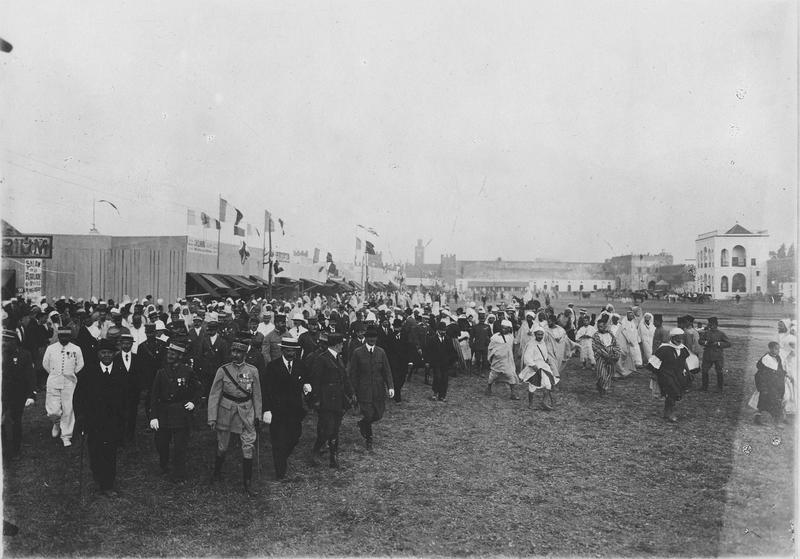
Foto de 1916 que muestra una feria que se celebra en el mecúar de Bab Bou Jat. En el extremo derecho, a lo lejos, está el menzeh construido por el sultán Abdelaziz (la estructura blanca de dos pisos con arcos).

Conocido también como el "Gran Mecúar", este vasto espacio cuadrilátero irregular de 4 hectáreas ocupaba la esquina noroeste de Fez el Jdid en un ángulo entre las murallas del recinto palaciego al sur y el barrio de Moulay Abdallah al este. La plaza militar fue trazada a mediados del siglo XIX por Abd al-Rahman de Saulty, converso musulmán y oficial del cuerpo de ingenieros militares del sultán Moulay Abd al-Rahman (que gobernó entre 1822 y 1859).: 90,181 La creación del mecúar requirió una pequeña desviación del río Oued Fes en aquella época. La Bab Bou Jat, la principal puerta occidental del barrio de Moulday Abdallah, se abría por aquí, pero se cerró en el siglo XX. En el lado sur de la plaza hay un menzeh, un pabellón elevado desde el que el sultán podía observar las ceremonias que se celebraban en la plaza, que fue construido por el sultán Abdelaziz (gobernó entre 1894 y 1908). : 97–98 

#### Place des Alaouites
En la década de 1960 se creó una nueva gran plaza, la Place des Alaouites, en el lado suroeste del palacio, cerca del antiguo Mellah. Entre 1969 y 1971 se construyeron aquí nuevas puertas ornamentadas. Las puertas se consideran una excelente pieza de la artesanía marroquí moderna y están profusamente decoradas con elaborados mosaicos, madera de cedro tallada y puertas de bronce dorado cubiertas de motivos geométricos. Estas puertas, junto con la puerta del Viejo mecúar, son las más cercanas al recinto del palacio para la mayoría del público.

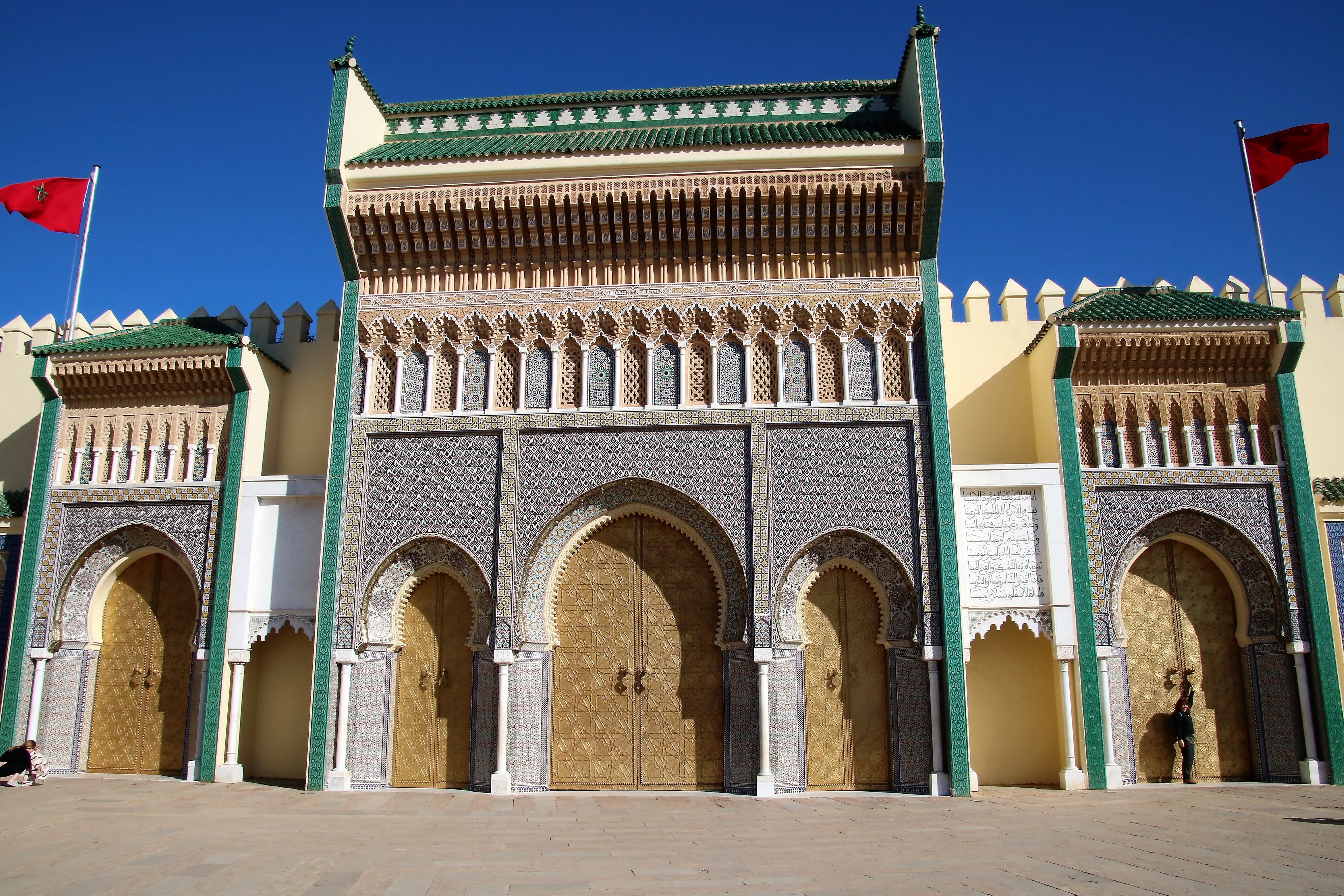
Las puertas de entrada del Palacio Real en la actualidad, que datan de 1969 a 1971
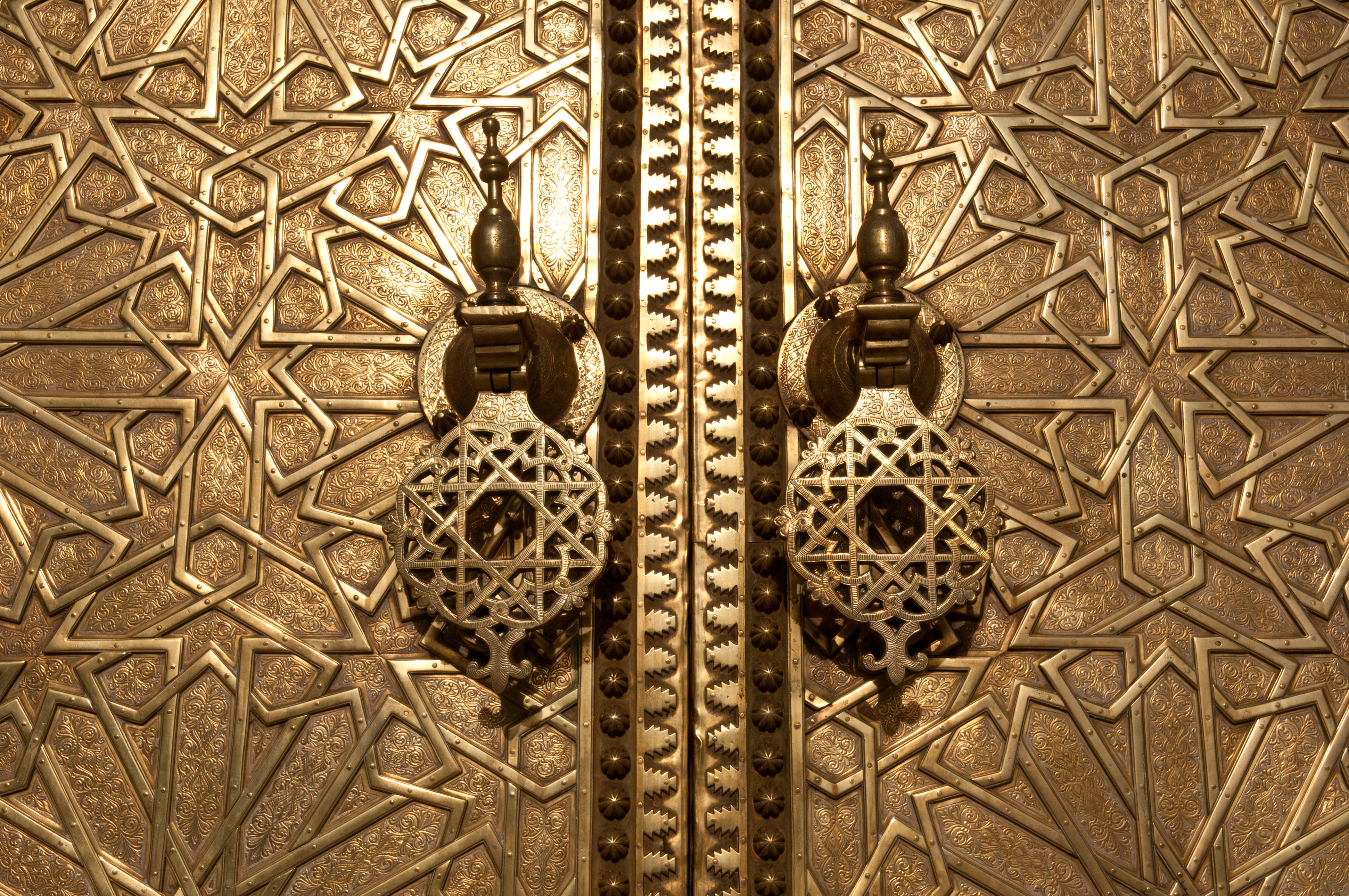
Las puertas de bronce dorado
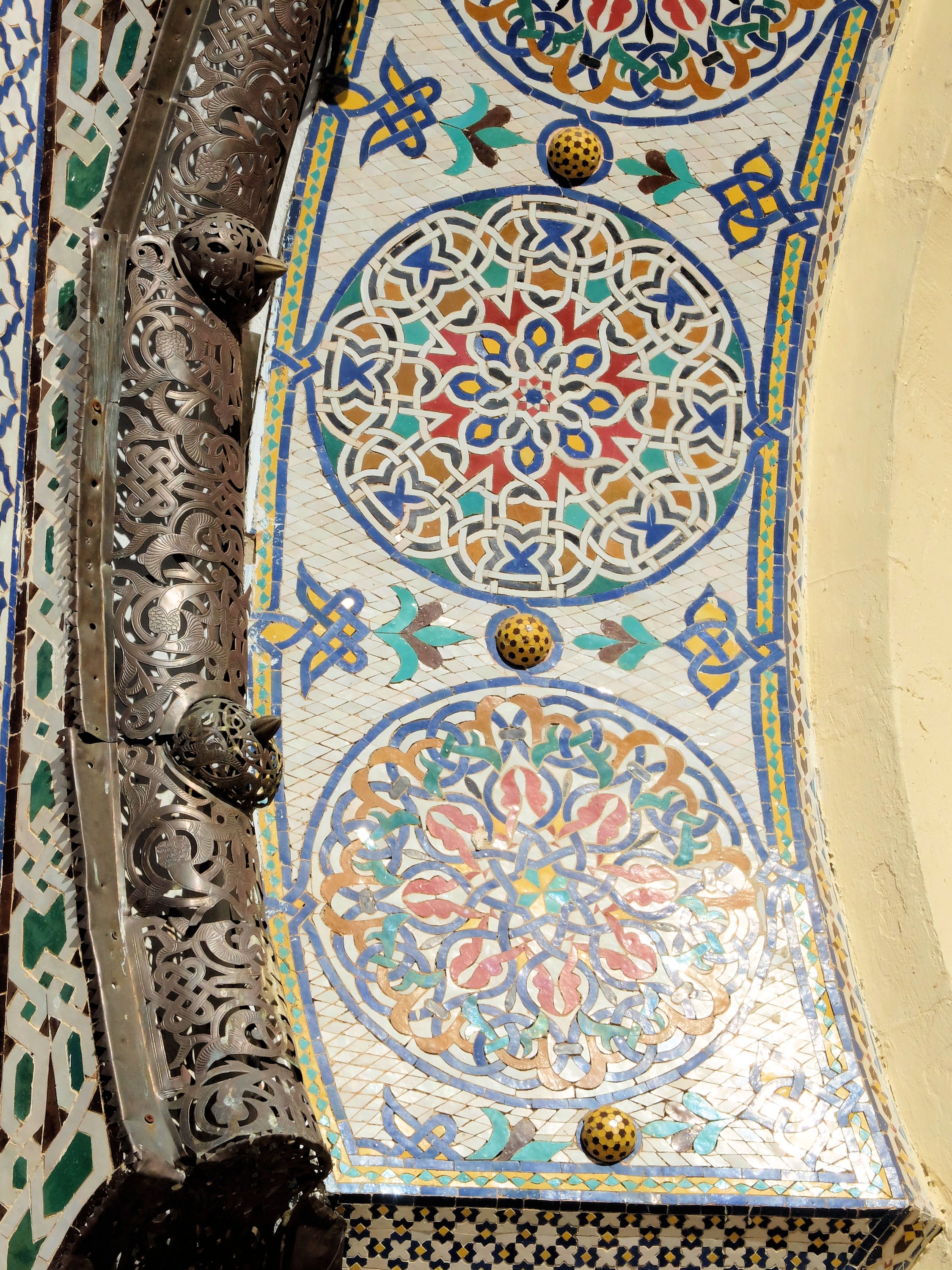
Zellij y metalistería alrededor de las puertas
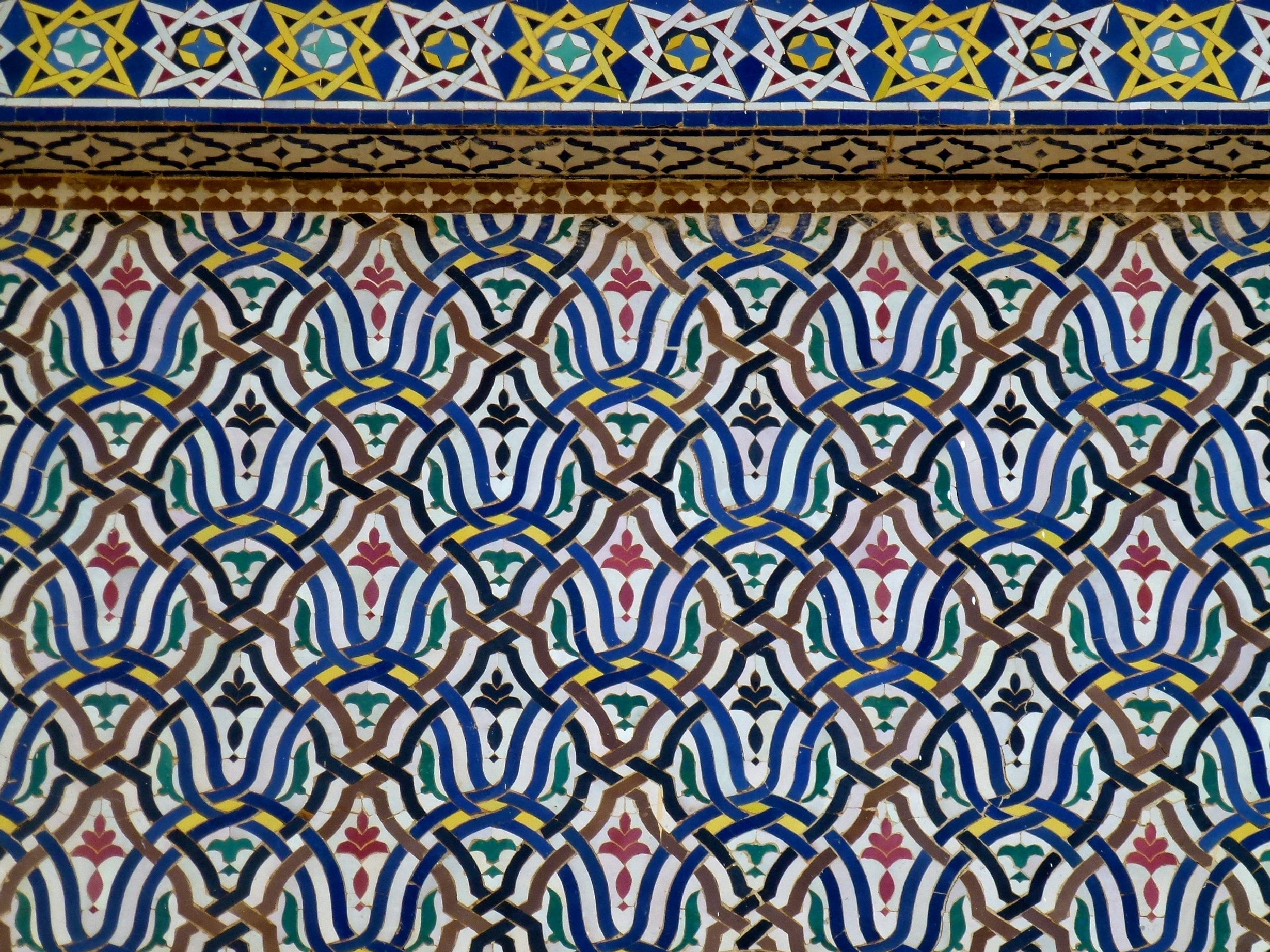
Zellij con motivos darj -wa-ktaf en la fachada superior de las puertas
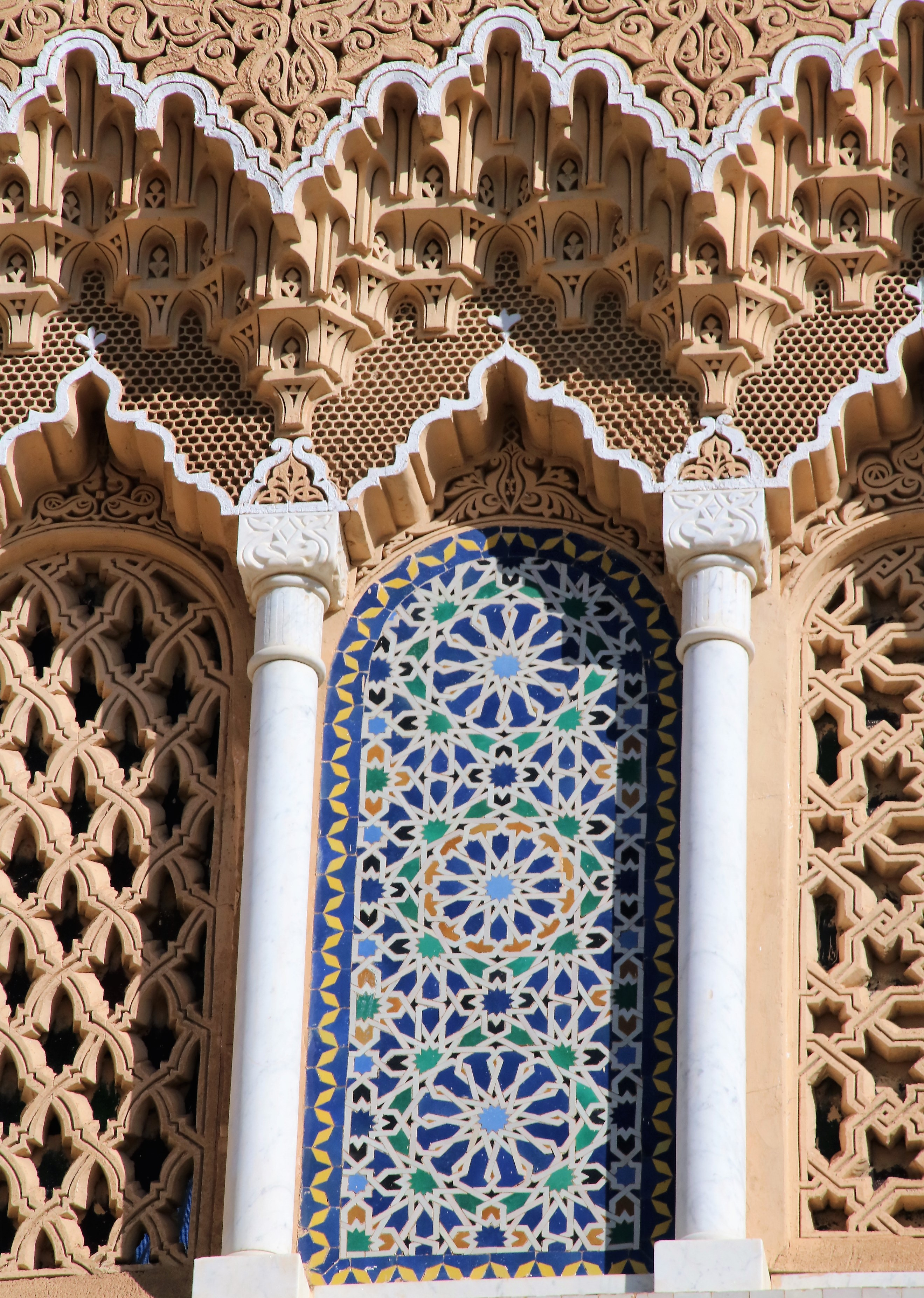
Nichos decorativos con zellij y mocárabes tallados sobre las puertas

### Los terrenos del Palacio Real
Aunque hoy en día la entrada principal del palacio son sus famosas puertas al suroeste, históricamente la entrada principal del público del palacio era desde el antiguo mecúar al noreste. Al entrar en el palacio desde aquí, se atravesaban varios patios hasta llegar al mecúar "interior", creado bajo el mandato del sultán Moulay Hassan. Este gran patio rectangular está pavimentado con mármol y bordeado de arcadas. Históricamente, albergaba una serie de funciones públicas y administrativas, como la mahkama (tribunal). En el lado sureste del patio hay una mezquita que es, de hecho, la antigua madraza meriní de Fez el-Jdid, modificada y dotada de un alminar cuando Moulay Hassan creó este mecúar. La Gran Mezquita de Fez el-Jdid, a la que estaba asociada en un principio, está adosada al lado norte de este patio, justo fuera del recinto del palacio real. Tradicionalmente, el sultán podía viajar directamente entre la mezquita y el palacio a través de un pasillo de conexión.
Al oeste y al sur de estos mecuares se encontraba la zona que históricamente era la residencia privada del sultán. Consta de varios patios, jardines interiores, pabellones residenciales y otras estructuras. Uno de los elementos más grandes es el Patio de Moulay Rashid, creado en el siglo XVII, que cubre una gran superficie rectangular en el lado este del palacio. El patio se organiza en torno a una pila de agua rectangular en su centro, y en su extremo sureste hay una pequeña cámara de pabellón precedida por un pórtico sostenido por columnas de mármol blanco rematadas con elegantes capiteles. A principios del siglo XX, un par de visitantes externos la citaron como uno de los espacios más bellos del palacio, y uno de ellos afirmó que el sultán Moulay Abd al-Hafid hizo flotar una pequeña barca alrededor de su estanque central. El mismo sultán también inició la construcción de un edificio alto en la esquina noroeste del patio con la intención de instalar en él los primeros ascensores del palacio, pero la estructura quedó inacabada durante muchos años después de su reinado. El Dar al-Makhzen también contaba con su propia biblioteca, situada cerca de la Bab Bou Jat Mecúar, que fue creada por el sultán Moulay Abd ar-Rahman y ampliada por el sultán Moulay Hassan.:473
 

Más al suroeste de estas estructuras centrales se encuentra un gran parque o jardín conocido como los Jardines de Lalla Mina. Estos jardines, junto con la mezquita de Lalla Mina, situada cerca de su esquina noreste (no muy lejos de las actuales puertas del palacio y marcada con un alminar), fueron creados por el sultán Moulay Abd ar-Rahman en el siglo XIX en el emplazamiento de los antiguos jardines del "Agdal" del periodo meriní. En el lado noreste de los jardines, junto a la mezquita, hay otro gran patio y un pabellón de palacio en su extremo noroeste que fueron creados por Moulay Abdelaziz (1894-1908). Cerca de la esquina oriental de los jardines, en el lado sur de la mezquita, hay un gran patio cuadrado que en su día fue la casa de fieras del palacio, con leones y otros animales salvajes, pero que ahora está unido a las nuevas puertas principales del palacio.: 96-97 : 300 A lo largo del borde occidental de los jardines se extiende un conjunto de dobles murallas fortificadas que fueron las murallas occidentales meriníes originales de Fez el-Jdid, así como la puerta occidental original conocida como Bab Agdal. Más allá, más al oeste y con una superficie aún mayor, se encuentran los actuales jardines del Agdal, creados por el sultán Moulay Hassan.: 97

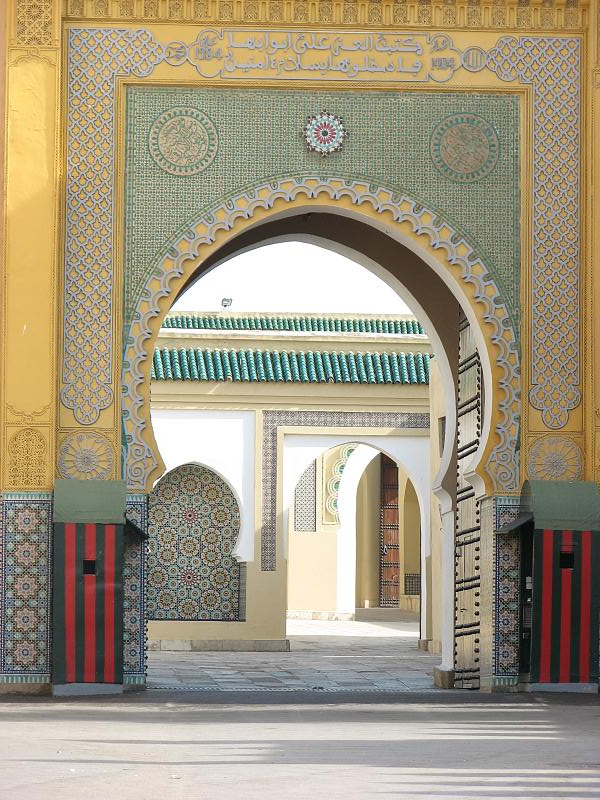
La entrada al Dar al-Makhzen en el Viejo Mecúar hoy; el patio y los pasajes detrás de él conducen al Mecúar Interior
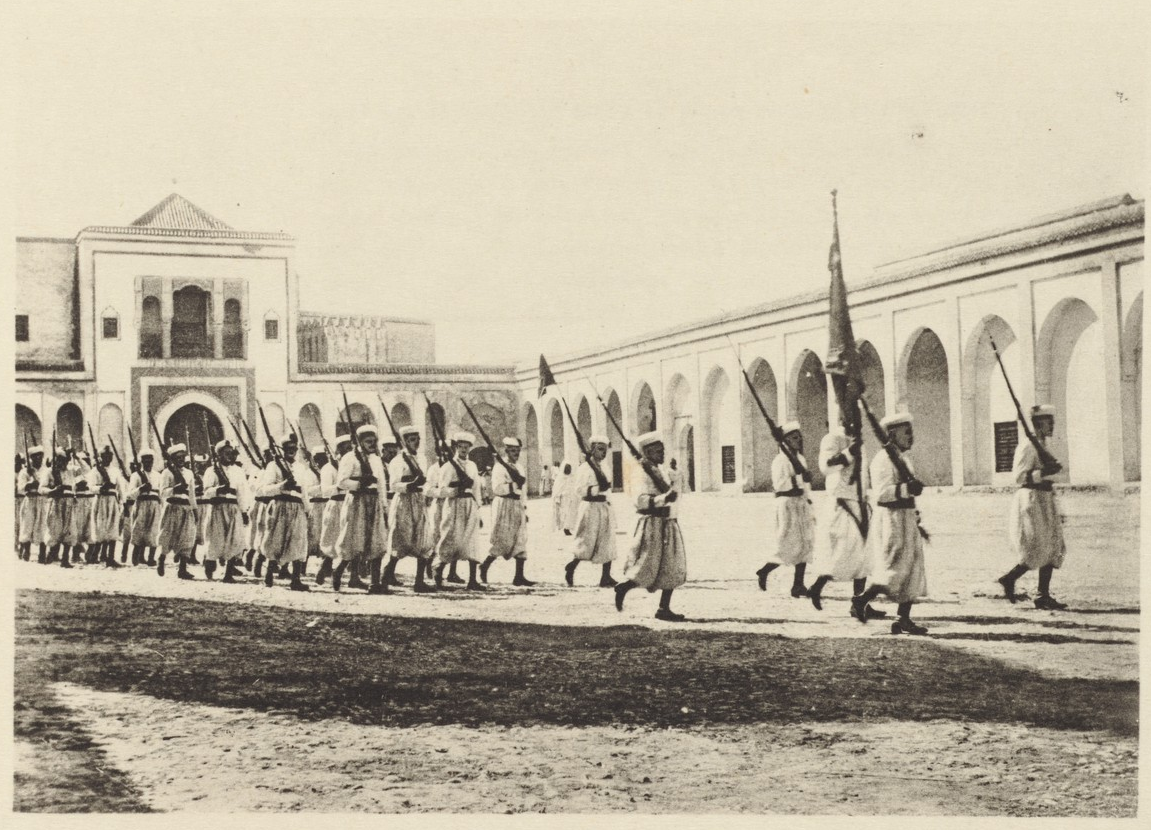
El Mecúar Interior, un gran patio interior en lo que históricamente fue la sección administrativa del palacio (foto de 1922)
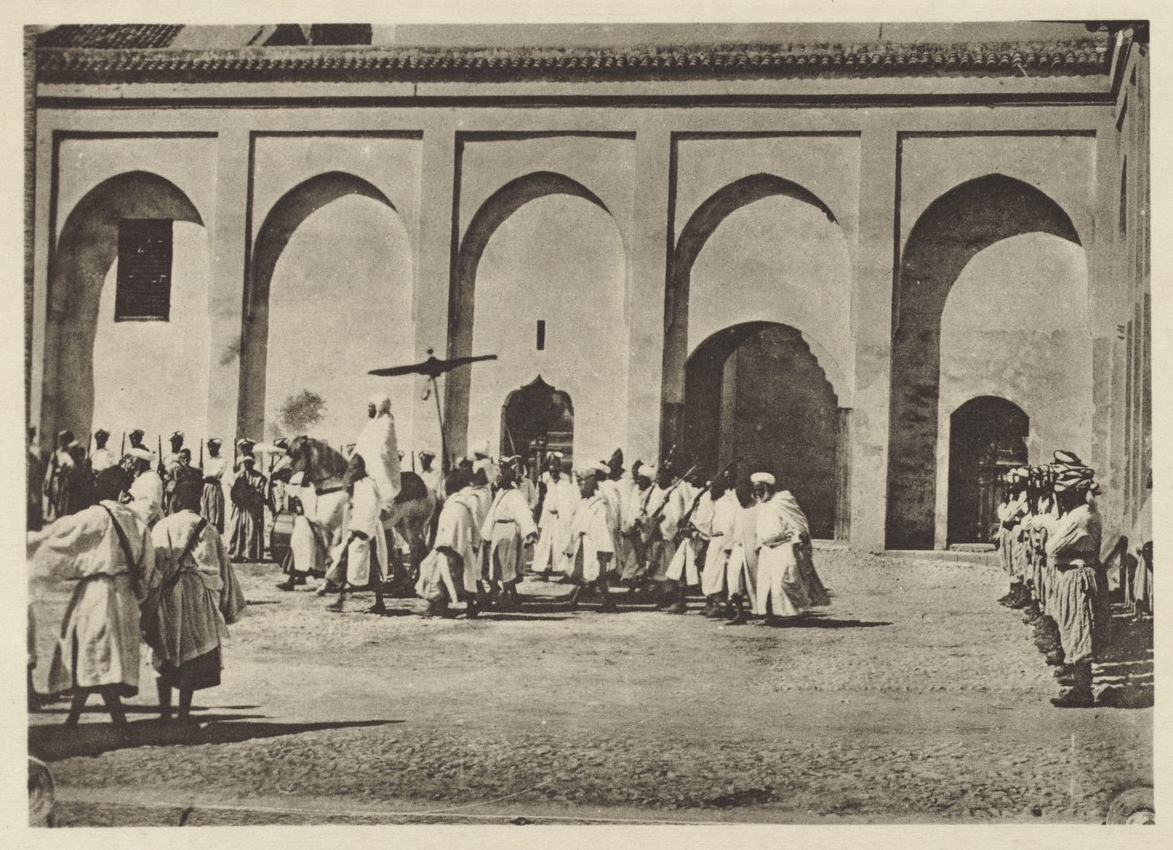
Foto de 1922 que muestra al sultán en el Mecúar Interior, regresando de las oraciones en la Gran Mezquita de Fes el-Jdid, que estaba conectada directamente con el palacio
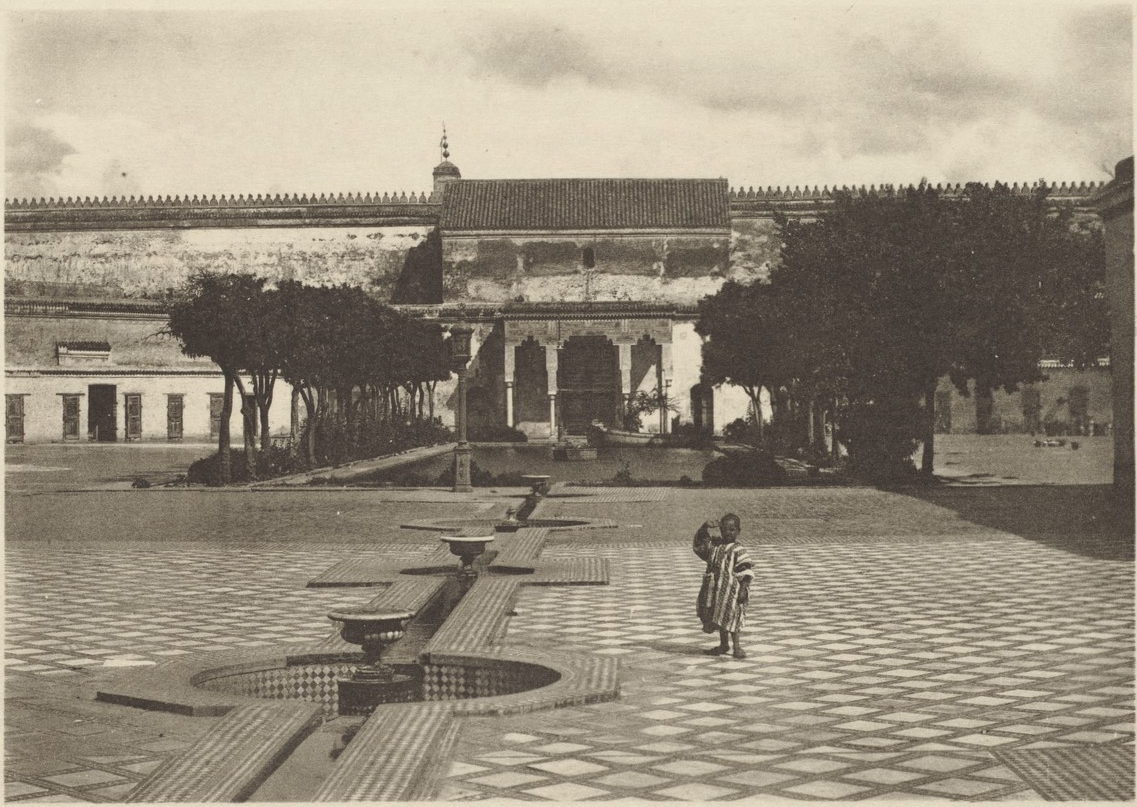
El amplio patio interior de Moulay Rashid, que data de 1670 (foto de 1922)
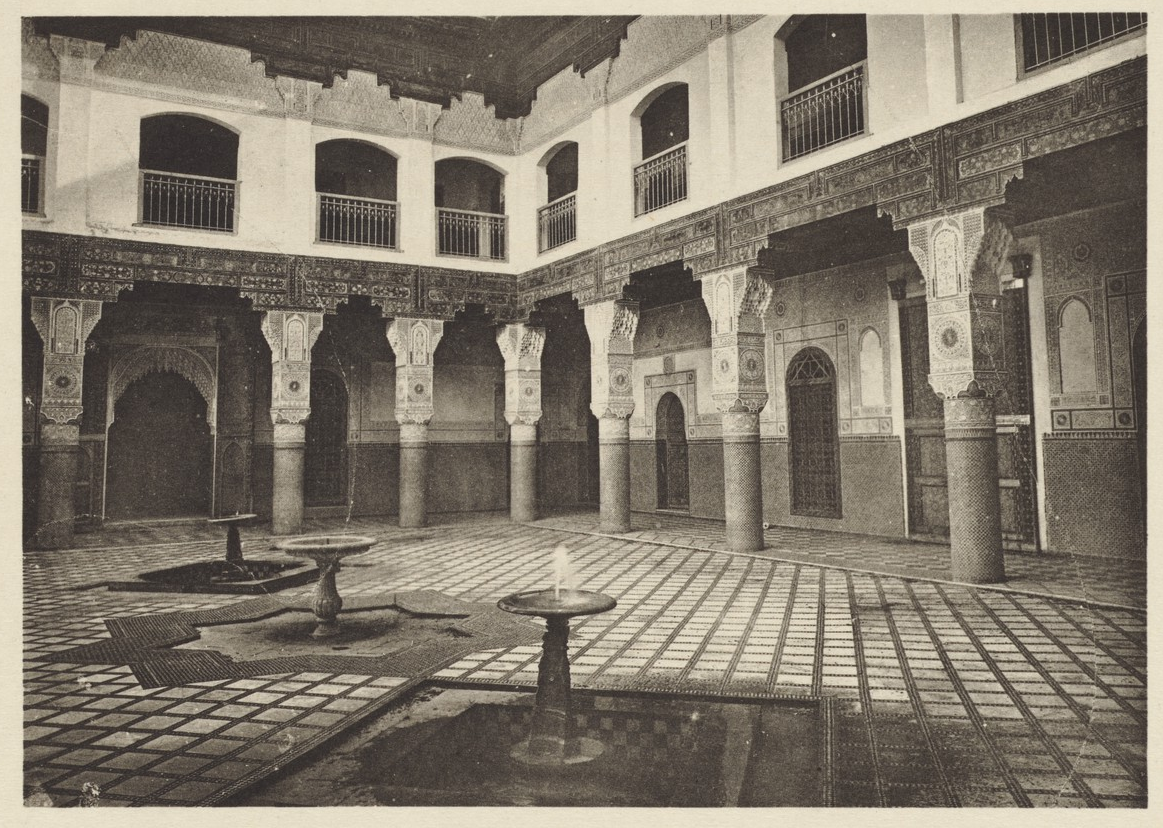
Interior de un lujoso pabellón de palacio construido en los primeros años del siglo XX, con decoración tradicional (foto de 1922)
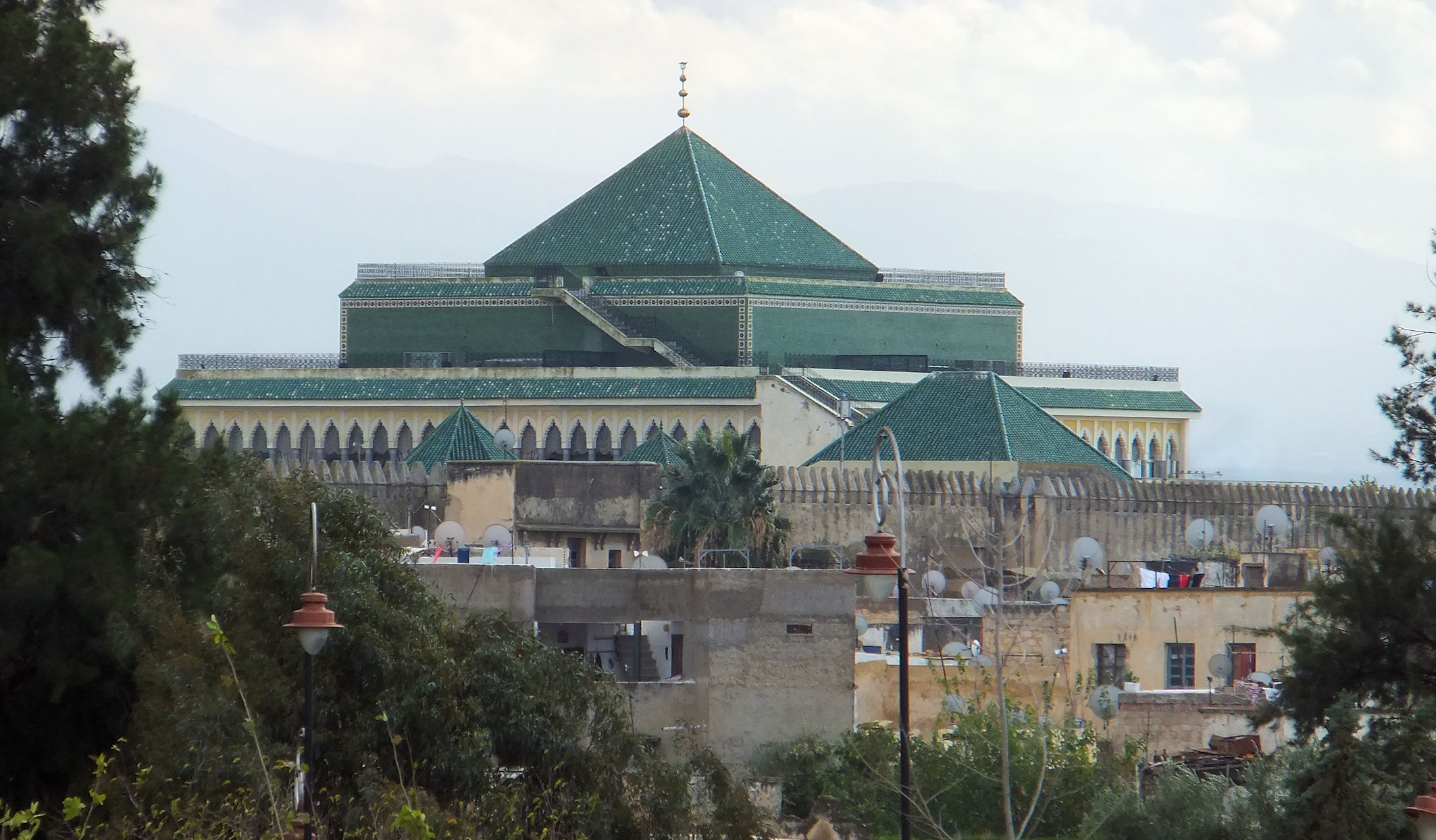
Vista desde lejos de una gran estructura en el Palacio Real hoy
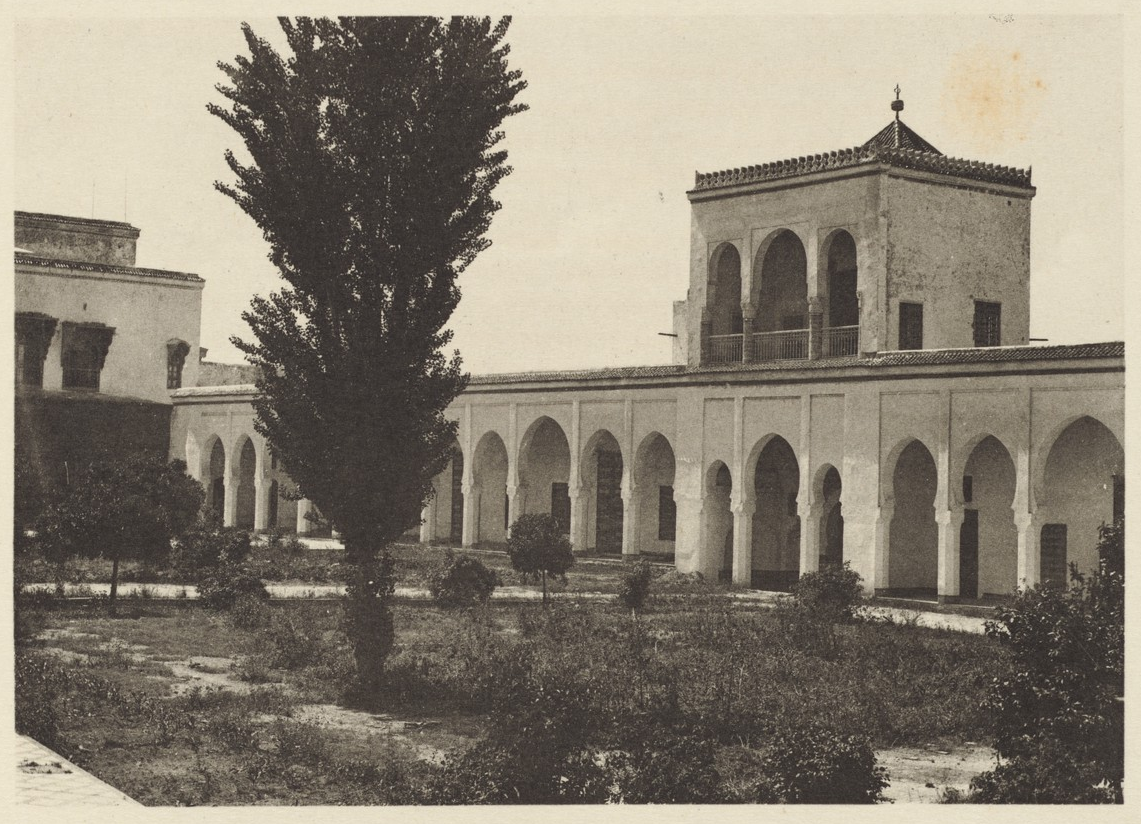
Patio y jardín interior creado por Moulay Abdelaziz (entre 1894 y 1908), situado cerca de la Mezquita y Jardines de Lalla Mina (foto de 1922)
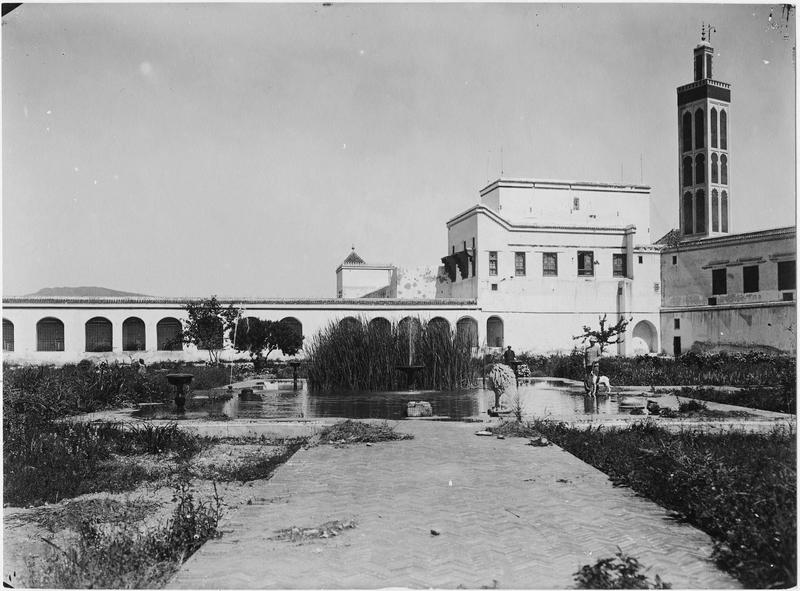
Vista del patio de la casa de fieras en la esquina suroeste del palacio, mirando al norte, con el minarete de la Mezquita Lalla Mina a la derecha (foto de 1913)
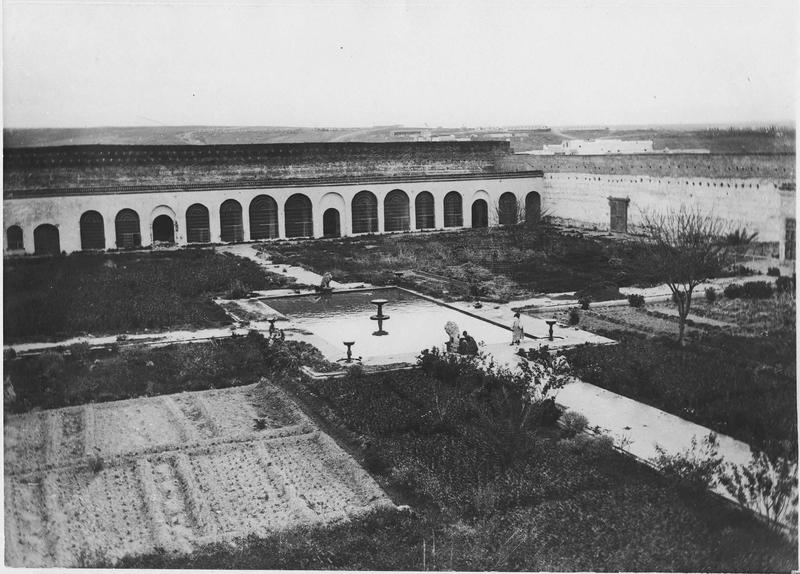
Otra vista del patio de la casa de fieras, mirando al suroeste; los arcos a lo largo de la pared del fondo tenían jaulas para leones u otros animales (foto de 1913)